# كلاوس غرونبيرغ
كلاوس غرونبيرغ (بالألمانية: Klaus Grünberg)‏ (و. 1941  م) هو ممثل أفلام، وسينوغراف، ومصمم إضاءة، وممثل تلفزي ألماني، ولد في فيسمار.

## وصلات خارجية
- كلاوس غرونبيرغ على موقع IMDb (الإنجليزية)
- كلاوس غرونبيرغ على موقع ألو سيني (الفرنسية)
- كلاوس غرونبيرغ على موقع أول موفي (الإنجليزية)
- كلاوس غرونبيرغ على موقع قاعدة بيانات الأفلام السويدية (السويدية)
- كلاوس غرونبيرغ على موقع قاعدة بيانات الفيلم (الإنجليزية)
- كلاوس غرونبيرغ على موقع كينوبويسك (الروسية)